# Паулет, Гарри, 6-й герцог Болтон
Адмирал Гарри Паулет, 6-й герцог Болтон (англ. Harry Powlett, 6th Duke of Bolton; 6 ноября 1720 — 25 декабря 1794) — британский дворянин, политик и морской офицер.
Титулы: 6-й герцог Болтон (с 5 июля 1765), 11-й маркиз Уинчестер (с 5 июля 1765), 11-й граф Уилтшир (с 5 июля 1765), 11-й барон Сент-Джон из Бейзинга (с 5 июля 1765).

## Происхождение
Родился 6 ноября 1720 года. Младший сын Гарри Паулета, 4-го герцога Болтона (1691—1759), от его жены Кэтрин Парри (? — 1744).

## Карьера
Он получил образование в Винчестерском колледже (1728—1729). Он поступил на службу в Королевский военно-морской флот и 4 марта 1740 года был произведен в лейтенанты на борту HMS Shreusbury. 15 июля 1740 года он был произведен в капитаны HMS Port Mahon, а в июле 1741 года переведен на HMS Oxford. Командуя Оксфордом, в 1744 году он принял участие в битве при Тулоне, а позже дал разрушительные показания против Ричарда Лестока.
Он был переведен на HMS Sandwich в марте 1745 года, а вскоре после этого на HMS Ruby. 11 апреля 1746 года Ruby вместе с HMS Defiance и HMS Salisburyбыл отправлен из Плимута, чтобы присоединиться к флоту у Бреста, Франция. Прежде чем найти флот под командованием адмирала Уильяма Мартина 22 мая, он смог захватить французский фрегат «Эмбускаде». Он получил командование HMS Exeter в ноябре 1746 года и был отправлен в Ост-Индию, чтобы служить под командованием контр-адмирала Томаса Гриффина и адмирала Эдварда Боскауэна. Он был нанят Боскауэном во время осады Пондишери в 1748 году для проведения зондирования Пондишери, для того, чтобы организовать размещение морской блокады города.
По возвращении в Англию в апреле 1750 года капитан Гарри Паулет обвинил контр-адмирала Томаса Гриффина в неправомерном поведении за то, что он не смог вступить в бой с восемью французскими кораблями в Куддалоре, решение, которое было в целом непопулярно среди капитанов Гриффина. Томас Гриффин был признан виновным в халатности и временно отстранен от занимаемой должности. Гриффин в ответ отдал Паулета под трибунал по обвинению, в том числе в трусости, от которой Паулет пытался сбежать, заплатив половину зарплаты. Тем временем он вошел в Палату общин в 1751 году в качестве члена парламента от Крайстчерча.
Несмотря на увертки Гарри Паулета, 1 сентября 1752 года он предстал перед военным трибуналом, но был оправдан из-за того, что обвинения Гриффина провалились из-за отсутствия доказательств. Инцидент был сенсационным и завершился в 1756 году дуэлью между двумя офицерами на Блэкхите. Он был назначен командовать HMS Somerset в январе 1753 года.
Быстрое повышение Гарри Паулета до капитана и его готовность начать судебное разбирательство против своего начальства были результатом его семейных связей. Поддержка Уолпола его отцом сделала его лордом адмиралтейства в 1733 году, и этот пост он занимал до 1742 года. Даже после ухода из Адмиралтейства политические связи Болтона оставались достаточно сильными, чтобы обеспечить его дальнейшее продвижение по службе. Тем не менее, он, по-видимому, уже стал фигурой сатиры и, как полагают, вдохновил персонажа «Капитана Уиффла» в романе Смоллетта 1748 года «Приключения Родерика Рэндома».

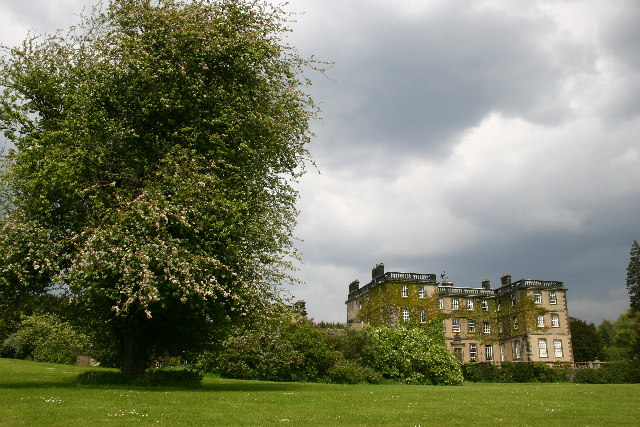
Болтон-Холл

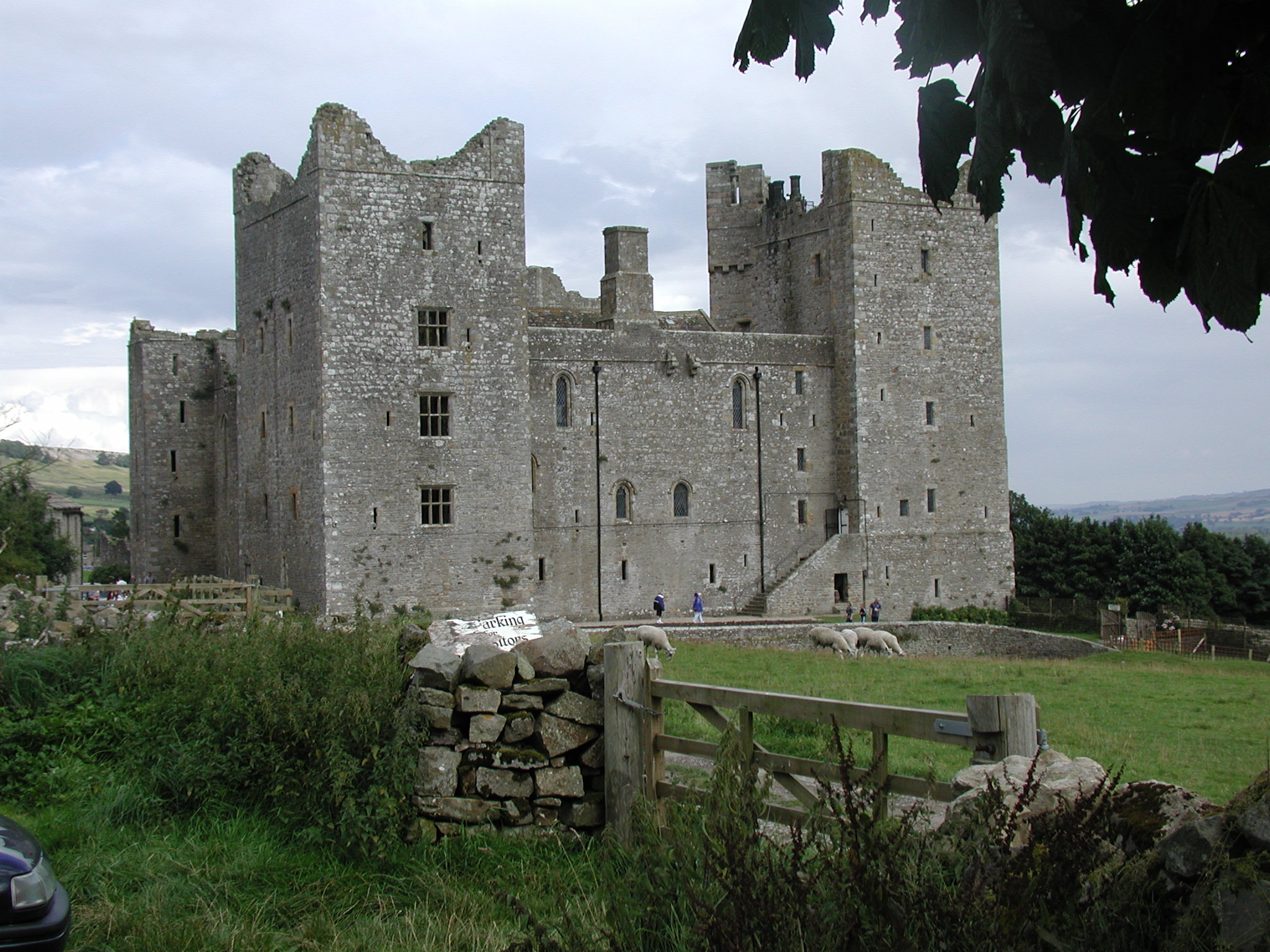
Замок Болтон

В 1754 году, после наследования герцогства его отцом, он стал известен как лорд Гарри Паулет и сменил своего старшего брата Чарльза Паулета на посту члена парламента от семейного района Лимингтон. Он был назначен командующим HMS Barfleur 4 февраля 1755 года и подал прошение герцогу Ньюкаслу, тогдашнему премьер-министру, о повышении в звании до флагмана, благодаря поддержке правительства его семьей. Однако вскоре после этого, когда он действовал вместе с адмиралом Хоуком, произошел несчастный случай, нанесший ущерб его репутации флота у берегов Франции. Посланный 22 августа 1755 года в погоню за кораблем на юго-восток, он отделился от флота. Ожидая встречи 25 августа, корабельный плотник сообщил, что кормовая стойка Барфлера опасно ослабла, и Гарри Паулет вернулся в Спитхед для ремонта. В октябре 1755 года он был предан военному суду за то, что отделился от флота и вернулся в порт без оправдания. Его предупредили по первому обвинению и оправдали по второму, а плотника уволили как некомпетентного. Однако широко распространено было мнение, что плотник послужил козлом отпущения, и после этого Паулет получил прозвище «капитан Стерн-Пост».
Несмотря на этот инцидент, влияние Болтона оказалось непреодолимым, и 4 июня 1756 года Гарри Паулет был произведен в контр-адмиралы, а 14 февраля 1758 года — в вице-адмиралы Белого флота. Чувства были сильно против него, несмотря на его продвижение по службе, и он больше никогда не получал военно-морского командования, даже в начале Семилетней войны в 1754 году. В 1756 году, предположительно, адмирал Боскауэн попросил назначить Гарри Паулетта своим заместителем, но получил отказ от короля Георга II, который разделял общее низкое мнение о Паулете. В 1761 году он снова сменил избирательный округ и был возвращен депутатом от Винчестера.

## Герцогство
Будучи вялым сторонником правительства, Гарри Паулет периодически конфликтовал с Джорджем Гренвиллом. Однако, унаследовав герцогство в июле 1765 года в результате самоубийства своего старшего брата, он отказался от своих политических связей и стал единоличным сторонником короны. Герцог Болтон был приведен к присяге в Тайном совете 10 декабря 1766 года. В 1767 году ему был присвоены посты вице-адмирала Дорсета и вице-адмирала Гэмпшира (занимаемый несколькими герцогами Болтон), а 18 октября 1770 года он был повышен до адмирала Синего и адмирала Белого 31 марта 1775 года.
В 1778 году Гарри Паулет вступил в оппозицию правительству по поводу того, как оно вело американскую войну за независимость, и присоединился к вице-адмиралу Бристолю в противостоянии военному трибуналу адмирала Кеппела. Его политическая активность уменьшилась после 1780 года, хотя в 1782 году он был назначен губернатором острова Уайт и лордом-лейтенантом Гэмпшира.

## Браки и потомство
Гарри Паулет был дважды женат. 7 мая 1752 года он женился первым браком на Мэри Нанн (умерла в 1764), от брака с которой у него родилась одна дочь:
- Леди Мария Генриетта Паулет (умерла 30 марта 1779 года), жена с 1768 года Джона Монтегю, 5-го графа Сандвича.

8 апреля 1765 года он во второй раз женился на Кэтрин Лоутер (умерла 21 марта 1809 года), дочери Роберта Лоутера и сестре Джеймса Лоутера, 1-го графа Лонсдейла, от которой у него было две дочери:
- Леди Амелия Паулет, умерла незамужней
- Леди Кэтрин Маргарет Паулет (1766 — 17 июня 1807), жена с 1787 года Уильяма Вейна, 1-го герцога Кливлендского

## Смерть и преемственность

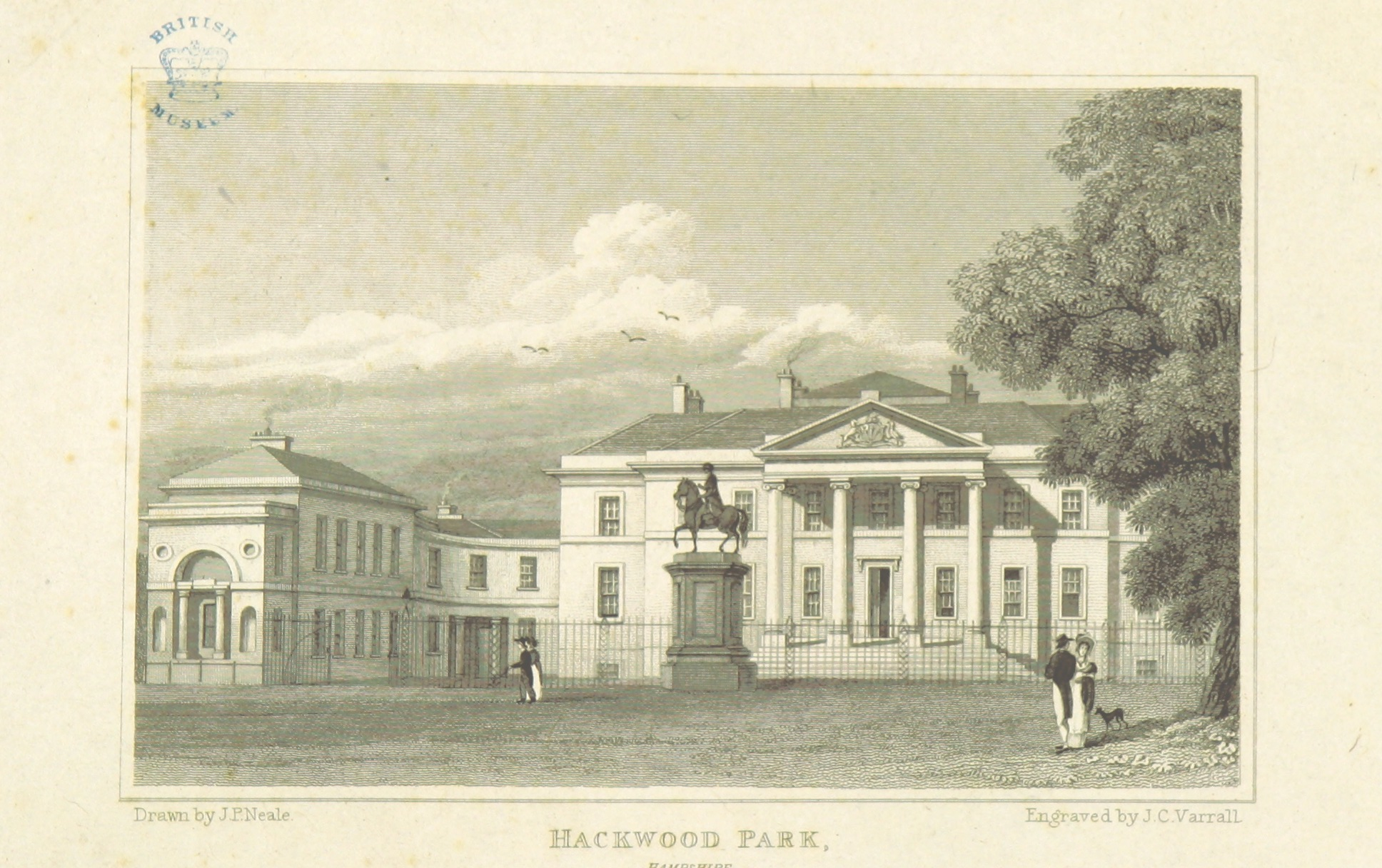
Hackwood Park, Hampshire

Гарри Паулет скончался 25 декабря 1794 года в Хэквуд-парке, Уинслейд, в Гэмпшире, после чего из-за отсутствия мужского потомства титул герцога Болтона прервался. Его дальний родственник и наследник мужского пола, Джордж Паулет (1722—1800), унаследовал титулы 12-го маркиза Уинчестера, 12-го графа Уилтшира и 12-го барона Сент-Джона из Бейзинга, в то время как его поместья Болтон Холл, Болтон-Касл и Хэквуд-Парк перешло к внебрачной дочери его брата, Джин Мэри Браун-Паулет (ок. 1751—1814), жене Томаса Орда (позже Томас Орда-Паулет, 1-й барон Болтон), который принял дополнительную фамилию Паулет.